# Cléber Monteiro de Oliveira
Cléber Monteiro de Oliveira (Belo Horizonte, Brasil, 23 de mayo de 1980) es un futbolista brasileño. Juega de mediocentro defensivo y su actual equipo es el EC Juventude de la Série D (Brasil).

## Trayectoria
Se trata de un centrocampista muy poderoso, de gran planta (1.82 y 77 kg) que actúa como pivote defensivo, pero no está exento de calidad. En Brasil jugó en la cantera del Cruzeiro, del que más tarde pasa a formar parte de la primera plantilla. Proclamándose campeón del Campeonato Brasileño de Serie A , entre otros títulos y disputando la Copa Libertadores. También juega en el Criciuma (cedido por Cruzeiro).
Cléber tiene una dilatada experiencia en el fútbol luso. Jugó 8 años en Portugal, de los que siete lo ha hecho en el Nacional de Madeira,a un gran nivel.LLegando incluso, a disputar la UEFA Europa League.Y una temporada en el Vitória de Guimarães portugués, equipo al que deja clasificado para la UEFA Europa League.
En verano de 2011 firmó con el FC Cartagena, de la Segunda división de España, con el objetivo del ascenso a Primera División y con la vitola de mediocentro titular. Al final, ni una cosa, ni la otra se cumplen, teniendo que luchar el equipo por la permanencia en Segunda División y no mostrando el jugador un nivel competitivo que le diese la titularidad. El 21 de marzo de 2012, el club y el jugador llegan a un acuerdo para la rescisión de su contrato, por su bajo rendimiento. En el club cartagenero disputó un total de 11 partidos, solo 4 como titular, un bagaje bastante pobre.

## Clubes
Actualizado a 18 de marzo de 2012
| Club                       | País     | Año       |
| -------------------------- | -------- | --------- |
| Cruzeiro Esporte Clube     | Brasil   | 2000-2003 |
| Circiuma E.C.              | Brasil   | 2002      |
| C.D.Nacional(Madeira)      | Portugal | 2003-2010 |
| Victoria S.C. de Guimarães | Portugal | 2010-2011 |
| FC Cartagena               | España   | 2011-2012 |
| EC Juventude               | Brasil   | 2012-     |

## Palmarés
Copa de Brasil 2000 y 2003 (Cruceiro E.C.)
Supercampeonato Mineiro 2002 (Cruceiro E.C.)
Campeonato Mineiro 2003 (Crucerio E.C)
Brasileirão(Seria A) 2003 (Cruceiro E.C.)
Copa Sul-Minas 2001 y 2002 (Cruceiro E.C.)
Subcampeón Taça de Portugal 2010/11 (Victoria S.C. de Gimarães)